# Free Legal Assistance Group
The Free Legal Assistance Group (FLAG) es una organización nacional de abogados de derechos humanos en Filipinas.  Fue fundado en 1974 por el senador Jose W. Diokno Lorenzo Tañada, J.B.L. Reyes, and Joker Arroyodurante la era de la ley marcial bajo el ex presidente Ferdinand Marcos. Es el primer y más grande grupo de abogados de derechos humanos establecido en la nación. Trabajan para contrarrestar diversos abusos contra los derechos humanos y las libertades civiles, Su presidente actual desde 2003 es el abogado de derechos humanos Chel Diokno el decano fundador de la Facultad de Derecho Tañada-Diokno de la Universidad De La Salle. FLAG es la primera y más poderosa empresa de abogados de derechos humanos.

## Fundación y ley marcial
FLAG se fundó en octubre de 1974 en casa del senador Jose W. Diokno, junto con el senador Lorenzo M. Tañada, el juez J.B.L. Reyes, y el abogado Joker Arroyo - más de dos años después de la proclamación en 1972 de la ley marcial bajo Ferdinand Marcos. Diokno había concebido el bufete justo antes de ser liberado, tras pasar 718 días como preso político bajo el gobierno de Marcos. El grupo se concibió como un medio de apoyar a las víctimas de los derechos humanos a través de un método nuevo e innovador denominado asistencia jurídica para el desarrollo o defensa jurídica para el desarrollo. El abogado Arno Sanidad, miembro del FLAG, declaró posteriormente que en 1976 fue uno de los cinco abogados de la Universidad de Filipinas en Dilimán que actuaron como los primeros asistentes jurídicos del país, bajo la dirección de Diokno y el FLAG.
Durante la dictadura, el FLAG defendió a granjeros, a víctimas similares de la reforma agraria y a activistas víctimas de abusos paramilitares, y se ha señalado que Diokno ayudó aún más concediendo subsidios a clientes sin medios económicos. La mayoría de los casos de esta época relacionados con abusos de los derechos humanos fueron tratados por el FLAG, en coordinación con grupos más pequeños como el Grupo de Trabajo de Detenidos de Filipinas. Los Manuales de Derechos Humanos fueron también un aspecto integral de la defensa de los derechos humanos que el FLAG inició en Filipinas.
El grupo fue concebido como un medio para apoyar a las víctimas de los derechos humanos a través de un método nuevo e innovador llamado asistencia legal para el desarrollo o defensa legal para el desarrollo. Miembro FLAG Arno V. Sanidad declaró más tarde que en 1976, estuvo entre los cinco abogados de la Universidad de Filipinas en Dilimán que se desempeñaron como los primeros asistentes legales en el país, bajo la dirección de FLAG.

## Post-Revolución EDSA
El FLAG siguió ocupándose de importantes casos de derechos humanos, incluido el caso de pena de muerte de Leo Echegaray en 1999. FLAG también representó a los hermanos Manalo y ganó el primer recurso de amparo en 2008, que fue un recurso legal propuesto por primera vez en Filipinas por el senador Diokno en la década de 1980.
Debido a sus contribuciones durante la ley marcial y las generaciones posteriores a la EDSA, el FLAG ha recibido múltiples premios, como el Premio de Derechos Humanos a las Mujeres Preocupadas de Filipinas (CWP) en la década de 1980, y el Premio Chino Roces en la década de 2000 de la presidenta Gloria Arroyo.

## Historia reciente
Entre las reivindicaciones recientes del FLAG ha estado la de ayudar a frenar la oleada de ejecuciones extrajudiciales vinculadas a la guerra filipina contra la droga iniciada por el presidente Rodrigo Duterte. También ha habido casos relacionados con el caso de difamación de María Ressa, así como con la Ley Antiterrorista de 2020. Los abogados del FLAG Chel Diokno y Sanidad solicitaron que se declarara inconstitucional el artículo 4(e), por definir el terrorismo como la exclusión de la defensa, la protesta, la disidencia y acciones similares «no destinadas a causar la muerte o graves daños físicos a una persona, a poner en peligro la vida de una persona o a crear un grave riesgo para la seguridad pública». El Supreme Court acordó declararla inconstitucional por ser sobreamplia.

## Casos notables

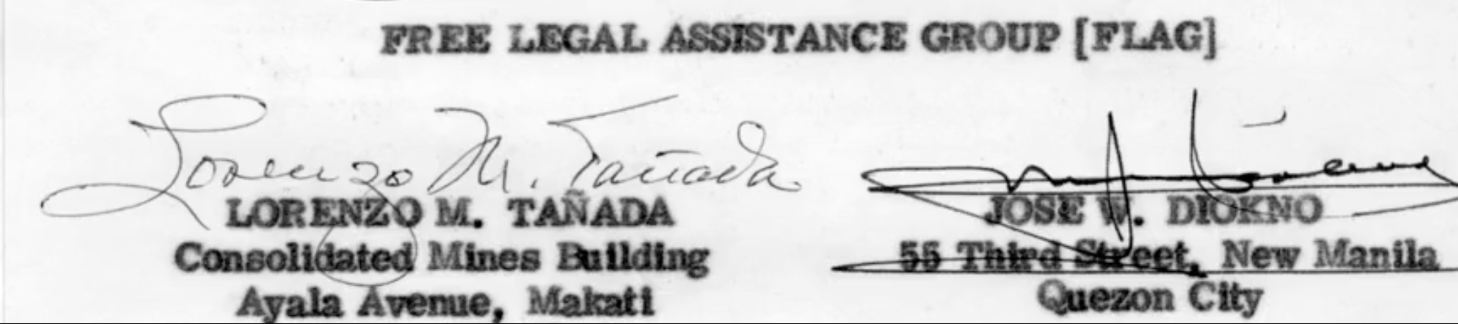
Súplica de los fundadores Diokno y Tañada

### Procedimiento
- Trinidad v. Olano, RG N° 59449;

### Libertad académica
- Beriña v. Instituto Marítimo de Filipinas, GR No. L-58610;
- Guzmán v. Universidad Nacional, GR No. L-68288;
- Villar v. Instituto Tecnológico de Filipinas, GR L-69198;
- Alcuaz v. Escuela Filipina de Administración de Empresas, GR No. 76353;
- no v. Damas, GR No. 89317;
- Asociación de Maestros de Escuelas Públicas de Manila v. Cariño, RG N° 96554;

### Autoridad Militar
- luneta v. Comisión Militar Especial No. 1, GR No. L-49473;
- Olaguer v. Comisión Militar No. 34, GR No. L-54558;
- Aberca v. Ver, RG N° L-69866;
- brocka v. Enrile GR Nos. 69863-65;
- BANDERA v. Arroyo, caso sobreseído;
- David v. Arroyo, RG N° 171396;

### Rebelión/ Subversión
- luneta v. Comisión Militar Especial No. 1, GR No. L-49473;
- García-Padilla v. Enrile, RG N° L-61388;
- Umil v. Ramos I y II, GR No. 81567;

### Posesión Ilegal de Armas de Fuego
- Baylosis v. Chávez, GR No. 95136;
- gente v. Ringor, Jr., GR Nº 123918;

### Habeas corpus
- Ilagan v. Enrile, GR No. 70748;
- Moncupa v. Enrile, RG N° L-63345;
- Górdula v. Enrile, RG N° L-63761;
- Dizón v. Eduardo, RG N° L-59118;
- Manolo v. Castillo;

### Derecho a fianza
- gente v. Donato, RG N° 79269;

### Búsqueda y captura
- Burgos v. Jefe de Gabinete, GR No. L-64261;
- Nolasco v. Pano, RG N° L-69803;
- Guazón v. De Villa, GR No. 80508;
- gente v. Dámaso, GR No. 93516;
- Basco y Nicoleta v. Salazar;

### Derecho a un abogado
- Diokno v. Enrile, RG N° L-36315;
- Morales v. Enrile, RG N° L-61016;

### Pena de muerte
- gente v. Echegaray, GR No. 117472;
- Echegaray v. Secretario de Justicia, GR No. 132601;
- gente v. Parazo, RG N° 121176;
- gente v. Salarza, RG N° 117682;

### Libertad de expresión
- Pueblo de Filipinas v. Santos, Ressa y Rappler (Caso RTC R-MNL-19-01141-CR);
- carpio v. Guevara, GR No. L-57439;
- Reyes v. Bagatsing, RG N° L-65366;
- Del Prado v. Ermita, GR No. 169848;
- González v. Katigbak, GR No. 69500;
- Sanidad v. COMELEC, RG N° L-44640;
- Vásquez v. CA GR No. 118971;
- Instituto de la Prensa de Filipinas v. Ermita, GR No. 180303;
- Raoul Esperas et al., v. Ermita y col., GR No. 181159;
- Bayán v. Ermita, GR No. 169838;
- Calleja v. Secretario Ejecutivo, GR No. 252578;

### Prisioneros políticos
- gente v. Salle Jr., y Gercilla, GR No. 103567;
- gente v. Casido, RG N° 116512;

### Pruebas de ADN
- Andal v. Pueblo, GR Nos. 138268-69;
- In re: The Writ of Habeas Corpus for Reynaldo De Villa, tomado de De Villa v. Director, New Bilibid Prisons, GR No. 158802;

### Bases estadounidenses
- Salonga v. Secretario Ejecutivo, GR No. 176051;

### Desregulación petrolera
- Asociación de refinadores de aceite de coco, Inc. v. Torres, GR No. 132527;

### Derecho a la Electricidad
- Coalición para la Libertad de la Deuda v. Comisión Reguladora de Energía, GR No. 161113;

### Amparo
- Secretario de la Defensa Nacional v. Manalo, GR No. 180906;[17]